# Selección de fútbol sub-23 de Dinamarca
La Selección de fútbol sub-23 de Dinamarca, conocida también como la Selección olímpica de fútbol de Dinamarca, es el equipo que representa al país en la Eurocopa Sub-21 y desde 1992 en Juegos Olímpicos; y es controlada por la Unión Danesa de Fútbol.

## Estadísticas

### Eurocopa Sub-21
- 1978 – Cuartos de final
- de 1980 a 1984 – No clasificó
- 1986 – Cuartos de final
- de 1988 a 1990 – No clasificó
- 1992 – Semifinales
- de 1994 a 2004 – No clasificó
- 2006 – Fase de grupos
- de 2007 a 2009 – No clasificó
- 2011 – Fase de grupos
- 2013 - No clasificó
- 2015 - Semifinales

### Juegos Olímpicos
Desde los Juegos Olímpicos de 1992 las selecciones participantes son categoría sub-23. 
- 1992 – Fase de grupos
- de 1996 a 2012 – No clasificó

## Entrenadores
- 1976–1980: Tommy Troelsen
- 1980–1989: Richard Møller Nielsen
- 1989–1992: Viggo Jensen
- 1992–1999: Jan B. Poulsen
- 2000–2006: Flemming Serritslev
- 2006-2011: Keld Bordinggaard
- 2011-2013: Morten Wieghorst
- 2013-2015: Jess Thorup
- 2015-2019: Niels Frederiksen
- 2019-2021: Albert Capellas
- 2021-2023: Jesper Sørensen

## Jugadores

### Más Apariciones
| # | Nombre            | Club(es)                | Apariciones | Goles | Periodo   |
| - | ----------------- | ----------------------- | ----------- | ----- | --------- |
| 1 | Jonas Kamper      | Brøndby                 | 39          | 3     | 2002–2006 |
| 2 | Martin Jørgensen  | AGF, Udinese            | 31          | 9     | 1994–1997 |
| 2 | Michael Jakobsen  | Aalborg BK              | 31          | 4     | 2005–2008 |
| 4 | Rasmus Würtz      | Skive, Aalborg BK       | 29          | 1     | 2002–2006 |
| 5 | Martin Pedersen   | Aalborg BK, SønderjyskE | 28          | 0     | 2002–2006 |
| 6 | Thomas Kahlenberg | Brøndby, Auxerre        | 26          | 10    | 2002–2006 |
| 7 | Peter Madsen      | Brøndby                 | 40          | 7     | 1997–1999 |
| 7 | Christian Magleby | Brøndby IF, Lyngby FC   | 25          | 4     | 1996–1999 |
| 7 | Peter Degn        | AGF                     | 25          | 50    | 1996–1999 |
| 7 | Jonas Troest      | Silkeborg, Hannover 96  | 25          | 0     | 2004–2006 |

Nota: Los Club(es) son los que corresponden al jugador cuando formaba parte del equipo sub-23. Los que aparecen en Negrita también han formado parte de la selección mayor.

### Más Goles
| # | Nombre            | Club(es)                                  | Goles | Apariciones | Periodo   |
| - | ----------------- | ----------------------------------------- | ----- | ----------- | --------- |
| 1 | Peter Møller      | Aalborg BK                                | 16    | 22          | 1990–1993 |
| 2 | Nicki Bille       | Reggina, Martina, Nordsjælland, Villareal | 15    | 24          | 2007–2011 |
| 3 | Tommy Bechmann    | Esbjerg                                   | 11    | 15          | 2002–2003 |
| 4 | Thomas Kahlenberg | Brøndby, Auxerre                          | 10    | 26          | 2002–2006 |
| 5 | Preben Elkjær     | Vanløse, Köln, KSC Lokeren                | 9     | 9           | 1976–1979 |
| 5 | Morten Rasmussen  | AGF                                       | 9     | 21          | 2004–2006 |
| 5 | Martin Jørgensen  | AGF, Udinese                              | 9     | 31          | 1994–1997 |
| 8 | Bent Jensen       | B 1913                                    | 8     | 10          | 1966–1968 |
| 8 | Per Frandsen      | B 1903, Lille                             | 8     | 21          | 1989–1992 |
| 8 | Miklos Molnar     | Frem, Standard Liège, Lyngby BK           | 8     | 21          | 1989–1992 |

Nota: Los Club(es) son los que corresponden al jugador cuando formaba parte del equipo sub-23. Los que aparecen en Negrita también han formado parte de la selección mayor.